# Ilja Alexejewitsch Burow
Ilja Alexejewitsch Burow (russisch Илья Алексеевич Буров; * 13. November 1991 in Jaroslawl) ist ein russischer Freestyle-Skier. Er startet in der Disziplin Aerials (Springen), sein Bruder Maxim Burow betreibt dieselbe Sportart.

## Biografie
Burow trat von 2009 bis 2010 beim Europacup an. Im Freestyle-Skiing-Weltcup debütierte er im Januar 2011 in Mont Gabriel und belegte dabei den 20. Platz. Bei den folgenden Weltmeisterschaften 2011 in Deer Valley kam er auf den 16. Rang. In der Saison 2011/12 erreichte er mit dem neunten Platz in Mont Gabriel sowie zwei vierten Plätze in Moskau und Voss seine ersten Top-10-Platzierungen im Weltcup. Bei den Weltmeisterschaften 2013 in Voss wurde er Neunter. Im folgenden Jahr erreichte er bei seiner ersten Olympiateilnahme in Sotschi den 16. Rang.
Zu Beginn der Saison 2014/15 gelang Burow mit dem dritten Platz in Peking die erste Weltcup-Podestplatzierung. Im weiteren Saisonverlauf belegte er den dritten Platz in Lake Placid und den zweiten Rang in Moskau. Bei den Weltmeisterschaften 2015 am Kreischberg wurde er Fünfter. Die Saison beendete er auf dem 11. Platz im Gesamtweltcup und auf dem vierten Rang im Aerials-Weltcup. Nach zwei dritten Plätzen beim Europacup in Ruka zu Beginn der Saison 2015/16 kam er im Weltcup fünfmal unter die ersten Zehn, darunter Platz drei in Moskau und in Minsk. Zum Saisonende wurde er Fünfter im Aerials-Weltcup. Verletzungsbedingt verpasste Burow die Saison 2016/17. In der Saison 2017/18 war ein zweiter Platz in Moskau sein bestes Weltcupergebnis. Bei den Olympischen Winterspielen 2018 in Pyeongchang gewann er die Bronzemedaille. In der folgenden Saison wurde er russischer Meister und bei den Weltmeisterschaften 2019 in Deer Valley Zehnter. Nachdem Plätzen vier und eins zu Beginn der Saison 2019/20 beim Europacup in Ruka, kam er beim Weltcup in Deer Valley auf den dritten Platz und belegte damit den 12. Platz im Aerials-Weltcup sowie den dritten Rang in der Aerials-Wertung des Europacups. In der Saison 2020/21 erreichte er mit vier Top-Zehn-Platzierungen, darunter Platz drei in Ruka den 11. Platz im Aerials-Weltcup und belegte bei den Weltmeisterschaften 2021 in Almaty den fünften Platz. Im folgenden Jahr wurde er bei den Olympischen Winterspielen 2022 in Peking Fünfter im Teamwettbewerb und gewann im Einzel die Bronzemedaille.

## Erfolge

### Olympische Spiele
- Sotschi 2014: 16. Aerials
- Pyeongchang 2018: 3. Aerials
- Peking 2022: 3. Aerials, 5. Aerials (Mixed)

### Weltmeisterschaften
- Deer Valley 2011: 16. Aerials
- Voss 2013: 9. Aerials
- Kreischberg 2015: 5. Aerials
- Park City 2019: 10. Aerials
- Almaty 2021: 5. Aerials

### Weltcup
Burow errang im Weltcup bisher acht Podestplätze.
Weltcupwertungen:
| Saison  | Gesamt | Gesamt | Aerials | Aerials |
| Saison  | Platz  | Punkte | Platz   | Punkte  |
| ------- | ------ | ------ | ------- | ------- |
| 2010/11 | 77.    | 10.    | 23.     | 71      |
| 2011/12 | 40.    | 22     | 16.     | 215     |
| 2013/14 | 77.    | 16.    | 19.     | 79      |
| 2014/15 | 11.    | 46     | 4.      | 322     |
| 2015/16 | 19.    | 35,67  | 5.      | 214     |
| 2017/18 | 37.    | 26,83  | 7.      | 161     |
| 2018/19 | 60.    | 21,00  | 14.     | 105     |
| 2019/20 | 44.    | 26,57  | 12.     | 186     |
| 2020/21 | -      | -      | 11.     | 188     |
| 2021/22 | -      | -      | 18.     | 94      |

### Europacup
- 9 Podestplätze, davon 3 Siege

### Nor-Am Cup
- 2 Podestplätze, davon 1 Sieg

### Weitere Erfolge
- Russischer Aerials-Meister 2014, 2015 und 2019